# Ahmed Nabil (cầu thủ bóng đá)
Ahmed Nabil (tiếng Ả Rập: أحمد نبيل), thường gọi Manga (sinh ngày 3 tháng 10 năm 1991) là một cầu thủ bóng đá người Ai Cập. Anh thi đấu ở vị trí hậu vệ phải cho Smouha.
Vào tháng 1 năm 2016 anh đặt tên đứa con trai đầu lòng của anh theo tên Mesut Özil.